# Untergetaucht. Eine junge Frau überlebt in Berlin 1940–1945

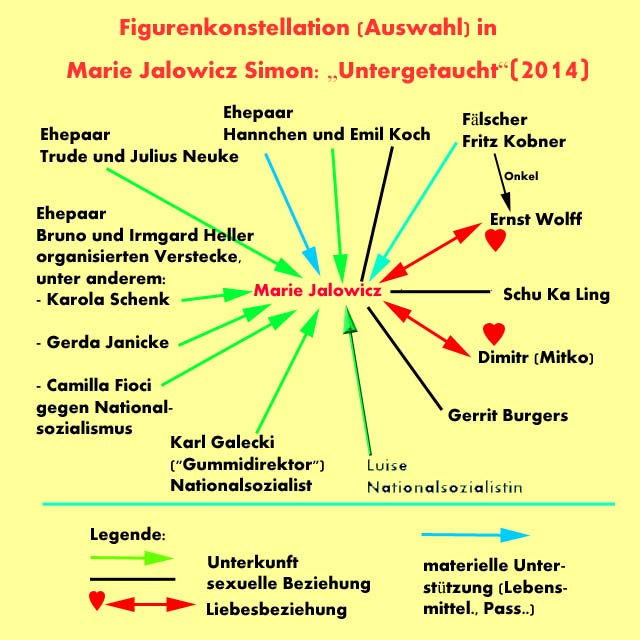
Grafische Darstellung der Figurenbeziehungen in „Untergetaucht: Eine junge Frau überlebt in Berlin 1940–1945“

Untergetaucht. Eine junge Frau überlebt in Berlin 1940–1945 ist der autobiografische Bericht der deutschen Altphilologin und Philosophiehistorikerin Marie Simon, die dadurch nach ihrem Tod einer breiteren Öffentlichkeit durch ihr Zeugnis als Opfer der nationalsozialistischen Verfolgung bekannt wurde. Der Text erschien erstmals 2014, während sie selbst schon am 16. September 1998 in Berlin starb.

## Entstehungsgeschichte
Marie Simons Sohn Hermann stellte im Dezember 1997 ein Aufnahmegerät auf den Tisch der elterlichen Wohnung mit der Aufforderung: „Du wolltest doch immer deine Geschichte erzählen.“ Grundlage für die mündlichen Schilderungen war Maries „inneres Tagebuch“. Bereits 1940 hatte eine jüdische Freundin, die fest auf Maries Überleben vertraute, Marie in ihrem Plan bestätigt, ihre Erinnerungen eines Tages an die Öffentlichkeit zu bringen.
Auf der so entstandenen Grundlage von 75 Stunden erstellten die Autorin Irene Stratenwerth und Hermann Simon das Buchmanuskript.

## Aufbau
Die Darstellung von Maries Leben in den Jahren 1922 bis 1945 ist im Buch in einen Prolog und sechs Kapitel gegliedert. Die Kapitel sind bis auf wenige Voraus- und Rückblicke chronologisch aufgebaut. Im Prolog wird ein zentrales Ereignis aus dem Jahr 1942 herausgegriffen, in dessen Folge Marie unter Vorspiegelung falscher Tatsachen bei einem fanatischen Nationalsozialisten unterschlüpfen kann.
Im Buch finden sich einzelne Fotos von Marie und wichtigen Personen in ihrem Umfeld.
Das Vorsatzpapier zeigt einen Stadtplan von Berlin, in dem die 19 Adressen markiert sind, an denen Marie Jalowicz in der beschriebenen Zeit wohnte. In einem Nachwort schildert Hermann Simon die Entstehungsgeschichte des Buches und schreibt über das Leben seiner Mutter nach 1945. Im angefügten Personenregister sind die Lebensdaten von etwa 60 der zahlreichen Personen des Buches aufgeführt. Teilweise ist dort auch zu lesen, in welcher Beziehung sie zu Marie oder zu anderen Personen standen. Zwei Seiten Danksagungen zeigen, wie viele Institutionen und Privatpersonen Hermann Simon bei seinen Recherchen unterstützt haben. In die wenigen Fußnoten zum Text fließen Ergebnisse daraus ein.

## Handlung

### Kindheit und Jugend (1922–1940)
Marie war das einzige Kind von Betti und Hermann Jalowicz. Ihr Vater war Anwalt, die Mutter hatte kein Abitur machen dürfen und fand ihre Berufung nun in der beruflichen Unterstützung ihres Mannes. In Maries bildungsbürgerlichem Elternhaus wurden die jüdischen Traditionen beachtet. 1938 erlag die Mutter mit nur 53 Jahren ihrer Krebskrankheit, 1941 starb auch der Vater, ein einschneidendes Erlebnis für Marie: „Ich musste mich nach außen hin zusammenreißen und sofort erwachsen werden.“ Ein Traum lässt sie den Tod ihres Vaters als Überlebensauftrag verstehen: „Dass ich leben durfte, leben sollte und leben würde, weil er es so gewollt hatte.“

### Zwangsarbeit bei Siemens (1940–1942)
Während der Zwangsarbeit in der Waffenproduktion bei Siemens, zu der Marie im Juli 1940 verpflichtet wurde, fasste sie den Entschluss unterzutauchen. Sie erreichte, dass ihr die kleine Pension ihres Vaters trotz fehlender juristischer Grundlage weiterhin ausbezahlt wurde. Da Zwangsarbeiterinnen nicht kündigen durften, musste sie erst erreichen, dass ihr gekündigt wurde. Dann täuschte sie einen Postboten und gab damit den Anlass dafür, dass sie beim Arbeitsamt als deportiert galt und für die deutschen Behörden nicht mehr existierte.

### Fluchtversuche und Untertauchen (1942)
Während ihre Verwandten sich mit der drohenden Deportation abfanden, ordnete Marie alle Entscheidungen ihrem Überlebenswillen unter. Marie dachte zunächst daran, sich durch eine Scheinehe zu retten. Sie wandte sich an einen Chinesen in der Nachbarschaft, Schu Ka Ling, doch die Behörden erteilten keine Heiratsgenehmigung. Durch ihre „punktgenaue und wendige Reaktionsfähigkeit“ konnte sie sich im Juni 1942 mit einem Trick der Verhaftung durch zwei Gestapoangehörige entziehen. Bald darauf brach sie den Kontakt zu ihren jüdischen Verwandten ab.
Ihr ungeborenes Kind mit ihrem Geliebten Ernst Wolff ließ sie, nicht ohne Trauer, abtreiben.
Sie verliebte sich in den Bulgaren Dimitr, genannt Mitko, und reiste mit ihm im Herbst 1942 nach Sofia. Dafür benutzte sie die von einem Fälscher umgearbeitete Kennkarte von Johanna Koch. Doch Marie musste im November 1942 zurück nach Berlin reisen.
Sie lernte, den gelben Stern abzulegen und ihn mit ein paar Stichen blitzschnell wieder anzunähen, und konnte so ein Haus durch die Vordertür als Jüdin betreten und durch die Hintertür als Arierin verlassen. Auf weiten Streifzügen durch Berlin sammelte sie Informationen über die verschiedenen Stadtviertel und setzte, wenn es brenzlig wurde, ihre Weiblichkeit zu ihrem Vorteil ein. Ihr Selbstbewusstsein rettete ihr mehrfach das Leben.

### Der erste Winter im Versteck (1942/1943)
Anfangs konnte Marie sich für jeweils einige Wochen in Berliner Wohnungen verstecken, in denen frühere Patientinnen des jüdischen Gynäkologen Bruno Heller lebten, zum Beispiel die ehemalige Artistin Carola Schenk. Carola vermittelte ihr später ein Quartier bei ihrer Schwägerin, der Artistin und Nazigegnerin Camilla Fiochi. Camillas Lehrmädchen Inge Hubbe war die Tochter der Kommunistin Trude Neuke, die dafür sorgte, dass Marie nach Hellers Verhaftung Unterschlupf bei verschiedenen Mitgliedern ihrer Familie fand.

### Ein beinahe normales Leben (April 1943 bis März 1945)
Durch Vermittlung von Trude Neuke gingen Marie und der holländische Fremdarbeiter Gerrit Burgers eine Zweckbeziehung ein: „Burgers hatte große Vorteile von mir, aber ich auch von ihm. Wenn wir die Befreiung erleben würden, wären wir quitt miteinander, und ich würde diese Beziehung sofort beenden.“ Die Wohnung der Zimmerwirtin von Burgers, Luise Blase, wurde nun Maries Versteck, in dem sie sich zeitweise sehr wohlfühlte. Die Nachbarn hielten sie für eine Halbjüdin, denunzierten sie aber nicht, und der Hausmeister sorgte sogar dafür, dass sie bei den immer zahlreicher werdenden Bombenangriffen ohne Angst vor Kontrollen in den Luftschutzkeller gehen konnte. Die Verhaftung Trude Neukes und zwei Bombeneinschläge, die zur Zerstörung ihrer jeweiligen Bleibe führten, fielen in diese Zeit. Da es für Burgers und sie aussichtslos war, nochmals eine gemeinsame Wohnmöglichkeit zu finden, zog er in eine Sammelunterkunft für Fremdarbeiter.

### Kriegsende (Ende März bis Sommer 1945)

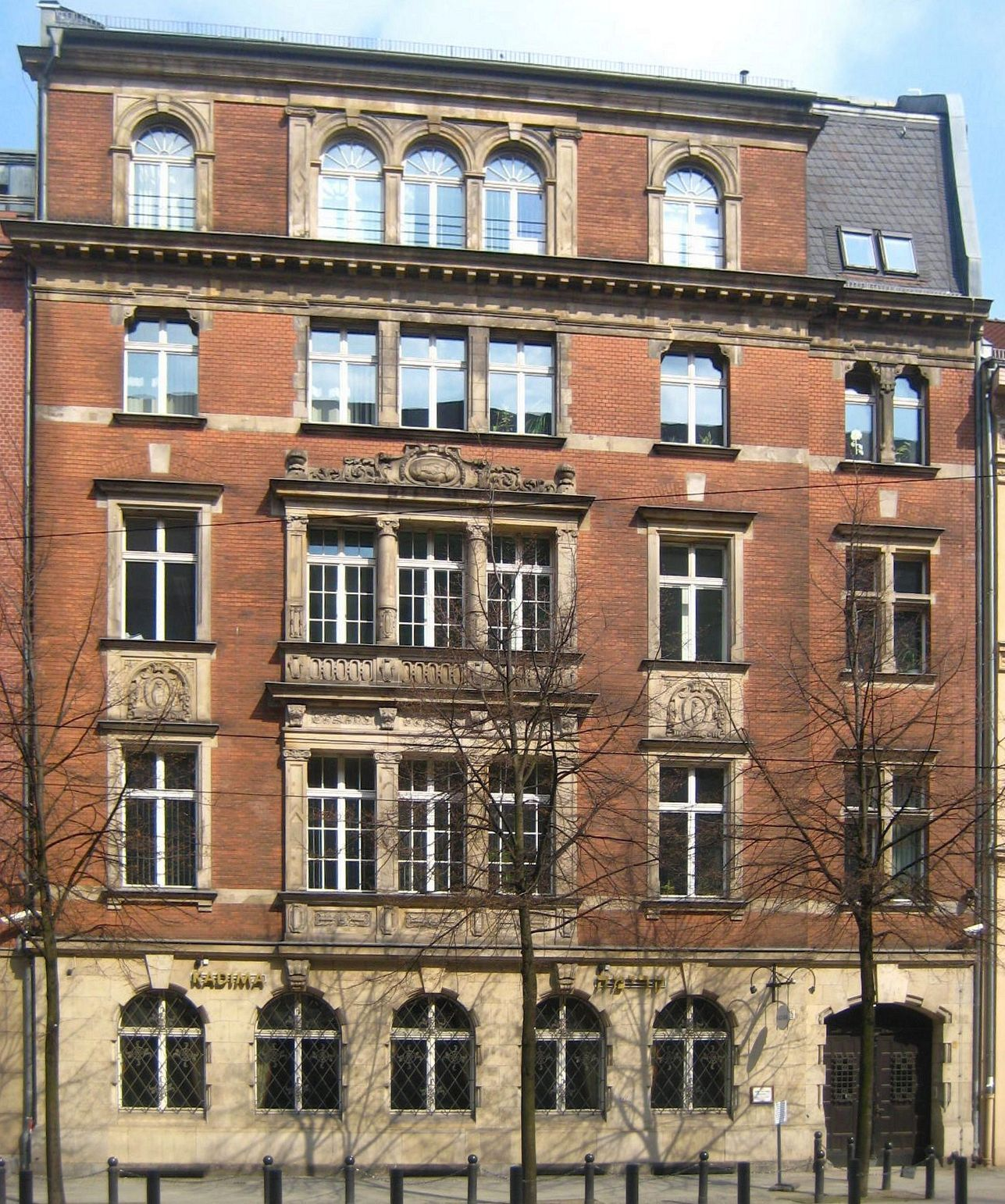
Verwaltungsgebäude der Jüdischen Gemeinde, Oranienburger Straße 28, Berlin-Mitte

Nach der Trennung von Burgers zog Marie wieder nach Kaulsdorf zum Ehepaar Koch, bei dem inzwischen auch der Vater von Frau Koch wohnte. Dort besuchte Burgers Marie noch einmal, bevor er nach Holland zurückkehrte. Seine Bitte, ihn zu begleiten, lehnte sie mit dem Hinweis ab, sie wolle in Berlin bleiben, wo sie geboren sei. Sie ließ sich bei der Verwaltung der Jüdischen Gemeinde registrieren. Bei der Suche nach Überlebenden aus ihrem früheren Umfeld fand sie ihren Onkel Karl und Trude Neuke.
Der Rückblick endet mit Maries Einzug in ihre erste eigene Wohnung in Berlin-Pankow im Sommer 1945.

## Erzählstruktur und Stil
Der autobiografische Text ist aus der Ich-Perspektive von Marie geschrieben, ein Rückblick auf die erzählte Zeit. An manchen Stellen wird diese Situation der Retrospektive deutlich spürbar, oft gekennzeichnet durch das Adverb „später“. So verweist der Satz „Erst viel später sollte ich erfahren, was wirklich mit Ernst Wolff los war.“ auf eine Stelle weiter hinten im Buch, in der Marie von homosexuellen Beziehungen ihres damaligen Liebhabers erfährt. Diese Passagen weisen teilweise auch über die im Buch erzählte Zeit hinaus: An einer Stelle wird berichtet, dass Trude Neuke, bei der Marie Unterschlupf findet, ihr verspricht, bis zum Sieg der Roten Armee die Verantwortung für sie zu übernehmen. Es schließt sich der Satz an: „Diesen Moment sollte ich später als einen der großen Höhepunkte meines Lebens empfinden.“
Nur sehr wenige politische Ereignisse werden im Text erwähnt. Details werden nicht berichtet, es geht nur darum, was sie bei Marie auslösten:
- Die Bekanntgabe der Kapitulation der 6. Armee in Stalingrad am 3. Februar 1943 bewirkte bei Marie eine Erregung, „die alles überstieg, was ich bis dahin durchlebt hatte. Für mich war völlig klar: Der Krieg ist entschieden, die Alliierten werden siegen, die Weltgeschichte behält ihren Sinn. Die Menschheit und auch Deutschland werden vor dem endgültigen Verderben gerettet.“[14]
- Auch das Attentat vom 20. Juli 1944 findet sich im Buch. Da Marie der Meinung war, dass Deutschland durch den Einmarsch der Alliierten vollständig besiegt werden müsse, deprimierte es sie nicht, dass der Anschlag fehlschlug.[15]

Das Buch „verweigert sich nicht nur jeder Rührseligkeit, sondern sogar jedem Spannungsbogen“. Mit „Witz und Trauer, kühlem Verstand und verrückter Liebe“ wird erzählt und die eigene Entscheidung trotz aller Gefahren und Schwierigkeiten positiv bewertet: „Es hat auch gelohnt, all die Ängste und Widrigkeiten auf mich zu nehmen. Denn das Leben ist schön.“

## Personen (Auswahl)
Die Personen werden sehr differenziert dargestellt. „Simon ist gejagt, aber sie ist kein Opfer. Und die, die ihr helfen, sind mutig, aber keine Helden.“ Etliche Helfer lassen sich ihr Risiko bezahlen: Männer mit Sex, Frauen mit Unterordnung.

### Marie Jalowicz
Marie reflektiert in dem Buch auch ihre eigene Entwicklung. So wurde ihr erst bei Kriegsende bewusst, wie sehr sie jahrelang in einem Freund-Feind-Schema gedacht hatte und „wie viel unverschuldetes Leid der Krieg auch unter den Nichtjuden angerichtet hatte.“

### Ernst Wolff
Marie hatte sich in den stark jüdisch geprägten Ernst Wolff, der damals auf die 50 zuging, verliebt, als sie ehrenamtlich in seinem Archiv für Familienforschung mitarbeitete. Nach dem Tod ihres Vaters 1941 entwickelte sich eine Beziehung zwischen den beiden, die durch Ernsts Verwurzelung in den jüdischen Traditionen einen „großen und wichtigen Einfluss“ auf Maries Persönlichkeit hatte, sie in körperlicher Hinsicht aber enttäuschte, ohne dass sie den Grund dafür kannte. Marie begegnete Ernst im August 1942 zum letzten Mal, unmittelbar vor der Deportation. Er zeigte keinerlei Auflehnung, sprach vielmehr von der Deportation beschönigend als „Reise“, was Marie grauenhaft fand. Er brachte Marie an diesem Tag mit seinem Cousin Herbert Koebner in Kontakt, der sich auf Urkundenfälschung spezialisiert hatte und später aus Johanna Kochs Ausweis Papiere für Marie machte. Erst viel später erfuhr Marie von Bruno Heller, dass Ernst Wolffs Familie mit ihren letzten Ersparnissen die Fälschung der Papiere für sie bezahlt hatte und dass er homosexuell war.

### Johanna (Hannchen) Koch
Die Wäschereiarbeiterin Johanna (Hannchen) Koch und ihr Mann, der Feuerwehrmann Emil Koch, waren langjährige Bekannte der Familie Jalowicz und hatten deren Sommerhäuschen in Kaulsdorf gemietet, später kauften sie es. Sie „waren einfache Leute, aber Nazigegner, die stets zu uns gehalten hatten.“ Johanna, die Marie ab September 1942 fast drei Jahre lang ihren Ausweis zur Verfügung stellte und ihr trotz knapper Kasse immer wieder Geld gab, wird im Buch nicht nur positiv gesehen: Noch zu Lebzeiten von Maries Mutter war Johanna viele Jahre lang die Geliebte von Maries Vater. Emil Koch ließ Marie für diese Kränkung bezahlen, sie musste ihm „zu Willen“ sein, als Mädchen schon, er war „der Erste“ und ein letztes Mal auch noch nach Kriegsende. Johanna genoss es, dass die untergetauchte Marie von ihr abhängig war und wollte Marie „armselig, abhängig und leidend haben“, um sie dann sogleich „tröstend streicheln zu können“.
In den letzten Kriegstagen versetzte Frau Koch Marie absichtlich in Angst, indem sie eine Nationalsozialistin zum Kaffeetrinken einlud: „Das Ganze war zu dem einzigen Zweck inszeniert, mich zu quälen.“ Marie nennt Johanna Koch „verrückt“, denn das Übertragen der Identität hatte zur Folge, dass Johanna sich für „eine Jalowicz und damit eine Jüdin“ hielt. Immer wieder quälte sie Marie mit Sätzen wie: „Wir sind ein Wesen, weil wir denselben Namen tragen und am selben Tag Geburtstag haben. Deine Seele gehört mir.“ Da Johanna Koch Marie das Leben gerettet hatte, fühlte Marie sich an sie „gekettet“. Johanna wehrte sich dagegen, nach dem Ende des Krieges wieder in die Bedeutungslosigkeit zu versinken: „Sie, die Widerstandsheldin und Gastgeberin einer internationalen Gesellschaft, sollte wieder zu dem Mauerblümchen aus dem Hinterhaus werden, das sie einst gewesen war.“

### Bruno Heller
Marie erlebte den jüdischen Frauenarzt Bruno Heller als zwiespältig. Zwar unternahm er große Anstrengungen, um „möglichst viele Juden zu retten“, und ging damit ein hohes Risiko ein, das schließlich zu seiner Verhaftung und Deportation führte. Doch fanden auch seine Schattenseiten Eingang ins Buch, etwa seine verletzenden Äußerungen, die oft zu Streit mit Marie führten. Obwohl er ein Gegner der Nationalsozialisten war, konnte er den Gedanken an die militärische Niederlage der Wehrmacht nicht ertragen. Seiner Frau Irmgard Heller rechnete Marie es hoch an, dass sie trotz ihrer antisemitischen Einstellung mithalf, Juden zu retten.
Marie beschreibt auch, wie Einstellung und Verhalten von Personen sich durch die Ereignisse veränderten. So war Gerda Janicke zwar auf Bitten von Bruno Heller bereit, Marie mehrmals für einige Wochen in ihrer Wohnung zu verstecken, aber sie ließ sie hungern. Die Verhaftung Hellers bewirkte einen Wandel: „Ab heute […] wird gegen das Unrecht gekämpft.[…] Ab heute wird alles geteilt.“

### Trude Neuke (die „rote Trude“)
Mit ihrem Versprechen „Bis zum Sieg der Roten Armee übernehme ich die Verantwortung für dein Leben und die Rettung vor unseren gemeinsamen Feinden.“ wurde Trude Maries „zweite Beschützerin“, was bei Johanna Koch Eifersucht auslöste. Das Verhältnis zwischen Trude und Marie war dadurch gekennzeichnet, dass die beiden sich nicht als Einzelpersonen begegneten, sondern als Vertreterinnen von Gruppen: „Trude war für mich der personifizierte Widerstand einer Kommunistin, und ich verkörperte für sie die Gestalt des verfolgten jüdischen Mädchens, dem man aus Prinzip zu helfen hatte.“ Trudes Mutter nahm Marie feierlich in ihre Familie auf. Im Sommer 1944 wurde Trude denunziert und verhaftet, Marie fand sie jedoch nach Kriegsende unversehrt wieder.

### Nationalsozialisten
Auch an den Nationalsozialisten im Buch werden Brüche und Widersprüche deutlich:
- Der überzeugte Nationalsozialist Galecki ließ Material aus Rüstungsbetrieben stehlen[42] und beutete auf diese Weise ohne Gewissensbisse das System aus, für das er sich begeisterte.
- Die Zimmerwirtin Luise Blase, eine primitive Nationalsozialistin,[43] schlug zwar Kapital aus Maries Illegalität, verschaffte ihr aber andererseits „Konsumgüter, an die selbst Privilegierte kaum noch herankamen“,[44] wie Seifen oder Haarwaschmittel aus ihrem Vorrat. Als Luises Sohn Kurt zum Volkssturm einberufen wurde, opferte die Mutter ihn in Gedanken dem Führer und verhielt sich trotz ihres Schmerzes so, wie ihre Gesinnung es erforderte. Dieser konsequenten Haltung zollte Marie Respekt.[45]

## Themenstränge

### Umwertung der Werte
Angesichts von Bedrohung und Vernichtung stand das bisherige Wertesystem auf dem Prüfstand:
- Beispielsweise hatte Maries Vater seiner Tochter die Gemeinschaft als hohes Gut dargestellt. Dennoch verließ sie diese und begründete dies mit dem Wandel, der durch die Verfolgung sichtbar wurde: „Aber das, was da degradiert war, in Auflösung begriffen und zum Tode bestimmt, das war nicht mehr meine Gemeinschaft. Ich wollte nicht mehr dazugehören.“[46]
- Bei Begräbnisritualen hatte in Friedenszeiten ein würdiger Sarg eine große Rolle gespielt. An dieser Formalie hielt Hannchen Koch beim Tod ihrer Mutter 1945 fest, als sie in den Wirren des Kriegsendes in Berlin versuchte, einen Sarg zu beschaffen. Marie nennt es „absurd“,[47] dass sich Frau Kochs Wertesystem angesichts von Krieg und Judenvernichtung nicht verändert hatte.
- Auch religiös-traditionelle Vorschriften wie das Gebot, koscher zu essen, wurden von Marie an die Situation angepasst, überkommene Autoritäten entwertet: Zu einer jüdischen Bekannten sagte sie, sie habe entschieden, dass Pferdefleisch, das Juden traditionell nicht essen dürfen, streng koscher sei; und sie selbst sei derzeit das oberste Rabbinat.[48]

### Anpassung als Grundlage des Überlebens
Marie musste zur „Taktikerin“ werden („Ich hatte meine Lektion gelernt: Ich musste vorsichtig sein und mich den Lebensgewohnheiten der Menschen, die mich aufnahmen, blitzschnell anpassen.“), musste lügen, um überleben zu können.
- So bedankte sie sich immer wieder überschwänglich bei Frau Koch für Hammelfleisch, das sie trotz ihres Hungers gar nicht essen konnte: Sie musste nämlich den Behälter auch für ihre Fäkalien verwenden, weil die Toilette ihres Verstecks im Treppenhaus lag, die sie tagsüber nicht aufsuchen durfte, und es keinen anderen Topf mit Deckel gab.[50]

Ihre Sehnsucht nach einem Ende der Abhängigkeit war groß: „Oft sehnte ich mich nach Verhältnissen, in denen ich mich nicht taktisch verhalten musste.“
Nach Kriegsende kommt mit der befreienden Erkenntnis, sich nicht mehr „ducken“, nicht mehr weglaufen zu müssen, ihr Selbstwertgefühl zurück: „Ich habe echte Papiere in der Tasche, mir kann keiner etwas.“

### Der hohe Stellenwert von Bildung
Bildung war für Marie ein hohes Gut. Dabei spielten Sprache, Verhaltensweisen, Wissen, aber auch bildungsbürgerliche Ideale eine Rolle:
- Sprache: Als sie bei Kriegsende den Konjunktiv der indirekten Rede wieder hörte, der ihr aus ihrer Jugend vertraut war, weinte sie vor Rührung.[53]
- Verhaltensweisen: Nach der Befreiung nahm Marie sich vor, „nicht mehr auszuspucken, denn das war unzivilisiert“.[54]
- Mit großer Anstrengung arbeitete Marie daran, „… human zu bleiben. Denn überleben heißt auch, nicht auf das Niveau des Feindes abzusinken.“[55] Sie legte Wert darauf, sich „eine würdige, bildungsbürgerliche Umgangssprache zu erhalten“ und „zeitweise in Hexametern zu denken.“[56]
- Die Jahre im Versteck steigerten ihre Wissbegierde eher noch: „Mein Bedürfnis nach geistiger Betätigung war groß.“[57] Als sie bei Luise Blase wohnte, konnte sie aus einer Leihbücherei wenigstens Trivialliteratur ausleihen und führte darüber Buch. Dies kombinierte sie mit dem Niederschreiben von Gesprächen und Gedanken in Wachstuchhefte,[58] deren Verlust beim Bombenangriff sie nie verschmerzen konnte.[59]
- Nach Kriegsende war es ihr wichtig, in die Gemeinschaft der Zivilisierten zurückzukehren: „Ich wollte nicht mehr ausspucken, denn das war unzivilisiert.“[60] Besonders interessierte sie, ob die Universität noch stand und ob man sich schon wieder einschreiben konnte.[61] Und sie beschloss: „Ich wollte lieber allein sein als einen Partner haben, der nicht über höhere Bildung verfügte.“[62]

### Die Rolle des Zufalls
Marie ist zwar in den jüdischen Traditionen verwurzelt, trennt dies aber vom Glauben an Gott: „… ich war mir nicht sicher, ob Gott überhaupt existierte. Aber andererseits war er – hakadausch boruch hu – mein verlässlicher Kumpan …“
Im Nachwort schreibt Hermann Simon, seine Mutter sei immer der Überzeugung gewesen, „dass es der Zufall war, der sie hat überleben lassen“, nicht Fügung. Hierzu führte sie 1993 aus: „Die Zufälle als Fügungen zu deuten, lehne ich ab, als unwissenschaftlich und auch als blasphemisch; denn diese Interpretation impliziert das Wissen des nicht Wissbaren, das Erforschthaben des per definitionem allerhöchsten Ratschlusses und ist somit ebenso töricht wie anmaßend.“

## Sprache
Teile der wörtlichen Rede sind im Berliner Dialekt wiedergegeben. Maries Identität als Bürgerin dieser Stadt spielt für ihr Überleben eine große Rolle: „In Berlin war ich nie aufgefallen. Ich war Berlinerin in meiner Sprache, meinem Aussehen und Benehmen. […] Wenn ich untergetaucht leben wollte, ohne mich ständig zu verstecken, würde das nur in Berlin möglich sein.“ Am Ende des Buches macht sie gar das Berlinerisch zum moralischen Unterscheidungskriterium: „Es war die Sprache der Leute, die halfen. Das feine Hochdeutsch dagegen hatte sich nicht bewährt. Es war vor allem das deutsche Bildungsbürgertum, das versagt hatte.“
In einem Bild, das sich auf Sprache bezieht, wird Maries Sehnsucht, sich selbst nicht mehr anpassen zu müssen, besonders deutlich: „Ich wollte endlich wieder einmal so reden, wie mir der Schnabel gewachsen war.“ Die freie sprachliche Äußerung ist also für Marie ein wesentliches Merkmal ihrer Identität.
Dort, wo trotz der widrigen Umstände ein Festhalten an der jüdischen Tradition spürbar wird, fließen hebräische Wörter wie Minjan oder Kaddisch ein. Mehrfach wird die Broche, der hebräische Segensspruch, erwähnt. So dichtet Marie selbst eine Broche, mit denen sie in ihrer Verzweiflung selbst Zierfische im Aquarium zu ihren Bundesgenossen zu machen versucht.
Marie beschrieb die Rolle von Sprache als Trägerin unterschwelliger Kritik am Beispiel eines Vergleichs von Todesanzeigen aus dem Spätherbst 1944: „Wenn dort geschrieben stand, dass der Sohn einer Familie ‚für Führer, Volk und Vaterland‘ gefallen sei, war klar: das war von Nazis verfasst. Aber es gab auch Annoncen wie die einer Familie aus Charlottenburg, in der es hieß: ‚Gott, der Herr nahm uns unsere Tochter.‘ Die junge Frau war bei einem Bombenangriff umgekommen. In derselben Anzeige wurde auch einer Hausangestellten gedacht, die zur Familie gehört hatte. Diese Anzeige beinhaltete zwischen den Zeilen ein deutliches Bekenntnis gegen die Nazis, aber so formuliert, dass es für die Obrigkeit unangreifbar war.“

## Rezeption
Götz Aly bezeichnete das Buch in der Wochenzeitung Die Zeit als „sensationell“. „Die Erfahrungen, die Marie Jalowicz so lebensvoll beschreibt, gehen nicht in Gegensatzpaaren auf wie Verfolger – Helfer, Judenfreunde – Judenfeinde. Sie lassen sich weder auf bestimmte Personengruppen noch auf Individuen trennscharf anwenden. Vielmehr trugen viele, wahrscheinlich die meisten Menschen beides in sich: Gleichgültigkeit und gelegentliche Hilfsbereitschaft, humanes und rassistisches Verhalten, dunklere und hellere Seiten.“
Die Frankfurter Rundschau lobte Jalowicz Simons Buch in einer Rezension als „Einblicke einer gescheiten Außenstehenden, die unter Nazideutschen ihre Beobachtungen macht und neben Fanatismus und Raffgier auch Galgenhumor und Defätismus findet“. Die Autorin erzähle „selbstverständlich aus dem Rück- und Überblick, vor allem aber faszinierend aus der Lamäng, nicht schnodderig, aber geradeheraus“.

### Rezensionen
- Pieke Biermann: Allein in der deutschen Eiswüste. Marie Jalowicz Simon: „Untergetaucht. Eine junge Frau überlebt in Berlin 1940–1945“, in: Deutschlandradio Kultur, 6. März 2014[74]
- Matthias Dohmen: Was wohl aus ihr geworden wäre?, in: Vorwärts, 19. März 2014,[75]
- Ulrike Krenzlin: Untergetaucht. In: Das Blättchen. Zweiwochenschrift für Kunst, Politik, Wirtschaft, 17. Jahrgang, Sonderausgabe, 15. Dezember 2014[76]
- Susanne Leinemann: Als immer mehr Berliner Juden während des Nationalsozialismus untertauchen mussten, organisierten der Neuköllner Arzt Benno Heller und seine Frau für sie Verstecke. In: Berliner Morgenpost, 30. März 2014[77]
- Nadia Pantel: Was die Jüdin Marie Jalowicz Simon während der NS-Zeit auf sich nahm, um zu überleben, ist ungeheuerlich. Hart gegen sich und gegen andere, war sie taktisch klug – auch im Umgang mit bekennenden Nazis. In: Süddeutsche Zeitung, 14. Oktober 2014[16]

## Ausgaben
- Marie Jalowicz Simon, Untergetaucht. Eine junge Frau überlebt in Berlin 1940–1945. S. Fischer, Frankfurt, Gebundene Ausgabe 2014, ISBN 978-3-10-036721-1.
- Marie Jalowicz Simon, Untergetaucht. Eine junge Frau überlebt in Berlin 1940–1945. S. Fischer, Frankfurt, E-Book 2014, ISBN 978-3-10-402897-2
- Marie Jalowicz Simon, Untergetaucht. Eine junge Frau überlebt in Berlin 1940–1945. Argon Verlag, Berlin, Hörbuch 2014, ISBN 978-3-8398-1316-4

## Auszeichnungen
- Platz 2 der Hörbuchbestenliste im Juni 2014[78]
- In der Gedenkstätte Stille Helden wird im Laufe des Jahres 2015 eine Präsentation zu Marie Jalowicz-Simon eingestellt werden.[79]